# Pallacanestro Broni 93 2007-2008
La Pallacanestro Broni 93 nella stagione 2007-2008 ha preso parte al campionato di Serie A2 classificandosi all'ottavo posto al termine della stagione regolare, ottenendo la salvezza. La comunitaria è la slovena Polona Oberc.